# 納氏裸胸鱔
納氏裸胸鱔，又稱納氏裸胸鯙，為輻鰭魚綱鰻鱺目鯙亞目鯙科的其中一種，分布於中東太平洋的夏威夷群島海域，棲息深度164-338公尺，體長可達112公分，為底棲性魚類，屬肉食性，生活習性不明。

## 擴展閱讀
維基物種上的相關：納氏裸胸鱔